# Ostravský koníček
Ostravský koníček je[zdroj?] mezinárodní filmový festival pro děti a mládež. Festival založil v roce 2002 dosavadní ředitel festivalu Dalimil Koutek. První rok se do soutěže přihlásilo 18 filmů, v roce 2007 jich o vítězství bojovalo 67.
Záštitu nad projektem v minulosti přijali za Ministerstvo kultury ČR v roce 2006 ministr MK ČR Vítězslav Jandák, rok před ním ministr MK ČR Pavel Dostál. V roce 2005 projekt zaštítilo i Ministerstvo mládeže a tělovýchovy ČR, konkrétně ministryně MMTV ČR Petra Buzková.
Projekty hodnotí jak dospělá porota složená ze znalců z oblasti filmové tvorby, výtvarného umění, psychologie či didaktiky, tak dětská porota, která udílí vlastní ceny. Snímky také posuzují samotní diváci a veřejnost.